# Mokhtar Dahari
Mokhtar Dahari (Setapak, Selangor, 13 de noviembre de 1953 - Subang Jaya, 11 de julio de 1991) fue un futbolista malasio. Fue conocido como el mejor futbolista de Malasia en la década de 1970. Durante los 70, Mokhtar jugó para Malasia principalmente como delantero, y con su ayuda, el equipo se convirtió en uno de los mejores equipos de Asia y logró derrotar a gigantes asiáticos como Corea del Sur y Japón. Fue apodado "Super Mokh" por sus habilidades de juego, su fuerza y su capacidad para marcar muchos goles increíbles a lo largo de su carrera. Uno de sus momentos famosos fue cuando estrechó la mano de Diego Maradona antes de un partido amistoso entre Selangor FA contra Boca Juniors. Aunque no es reconocido internacionalmente, Mokhtar anotó 175 goles para Selangor y 20 goles en 13 apariciones en el Kwong Yik Bank.
Mokhtar junto a Soh Chin Aun, Datuk Arumugam Rengasamy son considerados los máximos exponentes del fútbol malayo.

## Carrera
Mokhtar jugó por primera vez para Selangor en la Copa Burnley, que ganaron. Más tarde se le pidió que jugara en el club con regularidad, donde se convirtió en el máximo goleador en su primera temporada. Ayudó al club a ganar muchos torneos, principalmente la Copa de Malasia, dejando un total de 10 títulos y anotando 175 goles. Más tarde, fue seleccionado para jugar en el equipo nacional de Malasia. Tenía solo 19 años cuando jugó por primera vez para la selección nacional en un juego internacional. Su primer partido fue contra la selección nacional de fútbol de Sri Lanka en 1972. Ayudó a Malasia a ganar el bronce en los Juegos Asiáticos de 1974.y dos medallas de oro en los Juegos del Sudeste Asiático en 1977 y 1979 respectivamente. Incluso anotó dos goles en dos partidos ganados en la liga de Malasia XI contra el Arsenal FC en un juego amistoso en 1975 que provocó rumores sobre el interés de los mejores clubes ingleses en él. Después del juego, recibió una oferta de uno de los gigantes europeos, el Real Madrid, pero se negó a unirse debido a su patriotismo con su país y en el club nativo de Selangor. Su juego se caracterizó por su velocidad y precisión, Mokhtar fue nombrado el mejor delantero asiático por la revista World Star Soccer cuando tenía 23 años.
Mokhtar era famoso por su velocidad y los rugidos de "Supermokh" entre la multitud eran comunes con muchas de las generaciones más jóvenes que lo habían idolatrado y algunos habían tratado de imitar sus movimientos en el campo. Mokhtar una vez anotó un gol para Malasia desde la mitad de la línea, derrotó a Joe Corrigan en un empate increíble  contra Inglaterra B en 1978, regateando a la mitad del equipo contrario entrenado por Bobby Robson.

## Clubes
| Club           | País    | Año       | Partidos | Goles |
| -------------- | ------- | --------- | -------- | ----- |
| Selangor FA    | Malasia | 1972-1987 | 375      | 177   |
| Kwong Yik Bank | Malasia | 1988-1990 | 13       | 20    |

## Palmarés
| Título                 | Club        | País    | Año  |
| ---------------------- | ----------- | ------- | ---- |
| Copa de Malasia        | Selangor FA | Malasia | 1972 |
| Copa de Malasia        | Selangor FA | Malasia | 1973 |
| Copa de Malasia        | Selangor FA | Malasia | 1975 |
| Copa de Malasia        | Selangor FA | Malasia | 1976 |
| Copa de Malasia        | Selangor FA | Malasia | 1978 |
| Copa de Malasia        | Selangor FA | Malasia | 1979 |
| Copa de Malasia        | Selangor FA | Malasia | 1981 |
| Copa de Malasia        | Selangor FA | Malasia | 1982 |
| Copa de Malasia        | Selangor FA | Malasia | 1984 |
| Superliga de Malasia   | Selangor FA | Malasia | 1984 |
| Malasia Charity Shield | Selangor FA | Malasia | 1985 |
| Copa de Malasia        | Selangor FA | Malasia | 1986 |
| Malasia Charity Shield | Selangor FA | Malasia | 1987 |

Otros logros:
- Juegos asiáticos Medalla de bronce: 1974
- Premio nacional del deportista 1976
- Premio del siglo AFC 1999
- Fútbol mundial: el mejor delantero asiático 1975

## Fallecimiento
A Mokhtar le diagnosticaron problemas de garganta y lo enviaron al hospital para averiguar el problema. El médico confirmó que tenía una enfermedad de la neurona motora (MND). La situación fue contada solo a Mokhtar y su esposa, Tengku Zarina. Mohktar fue a Londres, Inglaterra con su esposa en un intento de curar su condición.
Después de 3 años de lucha con esta enfermedad, Mokhtar murió en el Centro Médico Subang Jaya (SJMC) el 11 de julio de 1991 a los 37 años. El periódico informó que Mokhtar sufría de distrofia muscular y posteriormente a su muerte, su cuerpo fue enterrado en el cementerio musulmán de Taman Keramat Permai en Taman Keramat, Ampang, Selangor.